# 츠카사 요코
츠카사 요코(일본어: 司 葉子, 1934년 8월 20일 ~ )는 일본의 배우이다.

## 출연 작품
- 드러그 (2001)
- 여왕벌 (1978)
- 옥문도 (1977)
- 요미게루 다이치 (1971)
- 사무라이 반란 (1967)
- 흐트러진 구름 (1967)
- 무와 당근 (1964)
- 추신구라 - 47로닌 (1962)
- 고하야가와가의 가을 (1961)
- 요짐보 (1961)
- 가을 햇살 (1960)
- 권적운 (1958)
- 부부 팥떡 (1955)